# Superprestige 2008/2009
Superprestige 2008/2009 je cyklokrosová série závodů konajících se v období od 12. října 2008 do 12. února 2009 na území Belgie a Nizozemska.

## Výsledky
| Datum        | Misto        | Vítěz            | Druhý            | Třetí            |
| ------------ | ------------ | ---------------- | ---------------- | ---------------- |
| 12. říjen    | Ruddervoorde | Sven Nys         | Klaas Vantornout | Niels Albert     |
| 2. listopad  | Veghel       | Niels Albert     | Lars Boom        | Sven Nys         |
| 16. listopad | Asper-Gavere | Sven Nys         | Bart Wellens     | Klaas Vantornout |
| 23. listopad | Hamme-Zogge  | Sven Nys         | Klaas Vantornout | Bart Wellens     |
| 30. listopad | Gieten       | Klaas Vantornout | Bart Wellens     | Sven Nys         |
| 28. prosinec | Diegem       | Zdeněk Štybar    | Klaas Vantornout | Sven Nys         |
| 8. únor      | Hoogstraten  | Sven Nys         | Niels Albert     | Bart Wellens     |
| 12. únor     | Vorselaar    |                  |                  |                  |